# Artscape Theatre Centre
Artscape Theatre Centre (afrikaans: Kunstekaap-teatersentrum) är huvudområdet för utövande konst i Kapstaden. I komplexet finns ett operahus med 1 187 platser, en teater med 540 platser samt en "Arena Theatre" med plats för 140 personer.